# Irska košarkaška reprezentacija
Irska košarkaška reprezentacija (Irski: Foireann cispheile náisiúnta na hÉireann) predstavlja državu Irsku u športu košarci. Najveći uspjeh im je plasman na Olimpijske igre 1948. gdje su osvojili 23. mjesto.